# ローリンズ郡 (カンザス州)
ローリンズ郡（英: Rawlins County）は、アメリカ合衆国カンザス州の北西部に位置する郡である。2010年国勢調査での人口は2,519人であり、2000年の2,966人から15.1%減少した。郡庁所在地はアットウッド市（人口1,194人）であり、同郡で人口最大の都市でもある。郡名は南北戦争で北軍の将軍を務めたジョン・アーロン・ローリンズに因んで名付けられた。

## 法と政府
1986年にカンザス州憲法が修正されたが、ローリンズ郡は2002年までアルコールを禁じる、すなわち「ドライ」の郡のままだった。この年、住民は投票で個人が嗜むアルコール飲料の販売を承認した。ただし、食料販売量の30%までという制限が付いた。

### 政治
ローリンズ郡は共和党の強い地盤であるカンザス州第1選挙区に属している。大統領選挙では過去18回共和党候補が制してきた。民主党が最後に郡を制したのは1936年のフランクリン・ルーズベルトが最後になっている。このとき共和党の首領はカンザス州知事アルフレッド・ランドンだった。過去5回の大統領選挙を見ても、民主党候補は投票総数の21%以上を獲得していない。

## 地理
アメリカ合衆国国勢調査局に拠れば、郡域全面積は1069.72平方マイル (2,770.6 km2)であり、このうち陸地は1069.62平方マイル (2,770.3 km2)、水域は0.11平方マイル (0.28 km2)で水域率は0.01%である。

### 隣接する郡
- ヒッチコック郡 (ネブラスカ州) - 北
- レッドウィロー郡 (ネブラスカ州) - 北東
- ディケーター郡 - 東
- トーマス郡 - 南
- シャーマン郡 - 南西
- シャイアン郡 - 西
- ダンディ郡 (ネブラスカ州) - 北西

## 人口動態

人口ピラミッド

以下は2000年の国勢調査による人口統計データである。
| 基礎データ - 人口: 2,966人 - 世帯数: 1,269 世帯 - 家族数: 846 家族 - 人口密度: 1人/km2（3人/mi2） - 住居数: 1,565軒 - 住居密度: 1軒/km2（2軒/mi2） 人種別人口構成 - 白人: 98.52% - アフリカン・アメリカン: 0.30% - ネイティブ・アメリカン: 0.30% - アジア人: 0.10% - その他の人種: 0.07% - 混血: 0.71% - ヒスパニック・ラテン系: 0.81% 年齢別人口構成 - 18歳未満: 24.0% - 18-24歳: 3.8% - 25-44歳: 21.5% - 45-64歳: 25.1% - 65歳以上: 25.6% - 年齢の中央値: 45歳 - 性比（女性100人あたり男性の人口） - 総人口: 99.9 - 18歳以上: 95.1 | 世帯と家族（対世帯数） - 18歳未満の子供がいる: 27.5% - 結婚・同居している夫婦: 59.5% - 未婚・離婚・死別女性が世帯主: 4.9% - 非家族世帯: 33.3% - 単身世帯: 31.4% - 65歳以上の老人1人暮らし: 17.6% - 平均構成人数 - 世帯: 2.29人 - 家族: 2.88人 収入と家計 - 収入の中央値 - 世帯: 32,105米ドル - 家族: 40,074米ドル - 性別 - 男性: 26,719米ドル - 女性: 19,750米ドル - 人口1人あたり収入: 17,161米ドル - 貧困線以下 - 対人口: 12.5% - 対家族数: 7.9% - 18歳未満: 18.0% - 65歳以上: 8.9% |

## 都市と町

### 法人化された都市
都市名の後の数字は2010年国勢調査での人口を示す。
- アットウッド, 1,194 - 郡庁所在地
- マクドナルド, 160
- ハーンドン, 129

### 郡区
ローリンズ郡は10の郡区に分けられている。郡内の都市はどれも「政治的に独立」とは見なされず、郡区の数字の全ては都市の数字を含んでいる。下表で「人口中心」は最大都市であり、特に大きな数字でなければ、郡区の人口に含まれるものである。

## 教育

### 統一教育学区
- ローリンズ郡 USD 105